# 金沢シンデレラカップ
金沢シンデレラカップ（かなざわシンデレラカップ）は、金沢競馬場で施行される地方競馬の重賞競走である。正式名称は「北國新聞社杯 金沢シンデレラカップ」。

## 概要
2016年に新設された、地方競馬全国交流で行われるサラブレッド系2歳牝馬限定の重賞競走。創設時の距離はダート1500m。第1回からグランダムジャパン2歳シーズンに組み込まれているが、2021年のみ出走条件が金沢所属限定となり、対象外となった。
2024年現在JRA認定競走としても施行されている。

### 条件・賞金（2024年）
出走条件
サラブレッド系2歳牝馬、地方全国交流で他地区所属馬の出走枠は6頭以下（金沢所属馬を含めてもフルゲート12頭に達しない場合は補欠から補充され出走枠を越える事があり得る）。
負担重量
定量（54kg）
賞金等
1着300万円、2着90万円、3着48万円、4着36万円、5着30万円、着外8万円。
NAR2歳牝馬限定競走勝馬馬主への副賞贈呈事業対象競走であり、優勝馬馬主にNAR地方競馬全国協会から40万円の副賞金が贈られる。

## 歴代優勝馬
全てサラブレッド系2歳牝馬限定で、金沢競馬場ダート1500mで施行。
| 回数  | 施行日         | 優勝馬           | 所属   | タイム | 優勝騎手 | 管理調教師 | 馬主               |
| ----- | -------------- | ---------------- | ------ | ------ | -------- | ---------- | ------------------ |
| 第1回 | 2016年10月18日 | ヤマミダンス     | 金沢   | 1:36.2 | 青柳正義 | 中川雅之   | 山下幹夫           |
| 第2回 | 2017年10月17日 | エグジビッツ     | 北海道 | 1:36.9 | 中島龍也 | 田中淳司   | 西森鶴             |
| 第3回 | 2018年11月6日  | パレスラブリー   | 北海道 | 1:37.2 | 畑中信司 | 角川秀樹   | 西村豊             |
| 第4回 | 2019年11月12日 | ミステリーベルン | 北海道 | 1:37.4 | 宮崎光行 | 小国博行   | 四本昭弘           |
| 第5回 | 2020年11月10日 | マナバレンシア   | 金沢   | 1:37.4 | 柴田勇真 | 金田一昌   | （同）MIRAI        |
| 第6回 | 2021年11月16日 | ボサノヴァ       | 金沢   | 1:34.3 | 米倉知   | 中川雅之   | （有）新生ファーム |
| 第7回 | 2022年10月18日 | ショウガタップリ | 金沢   | 1:35.5 | 矢野貴之 | 高橋俊之   | 芳賀克也           |
| 第8回 | 2023年10月22日 | シトラルテミニ   | 北海道 | 1:34.3 | 田中学   | 田中淳司   | 高岡浩行           |
| 第9回 | 2024年9月21日  | プチプラージュ   | 北海道 | 1:35.5 | 渡邊竜也 | 小国博行   | (株) ケーエム      |

### 競走結果の出典
- 金沢シンデレラカップ　歴代優勝馬- 地方競馬全国協会
- JBISサーチ
  - 2016年、2017年、2018年、2019年、2020年、2021年、2022年、2023年、2024年